# Paul Pickenpack

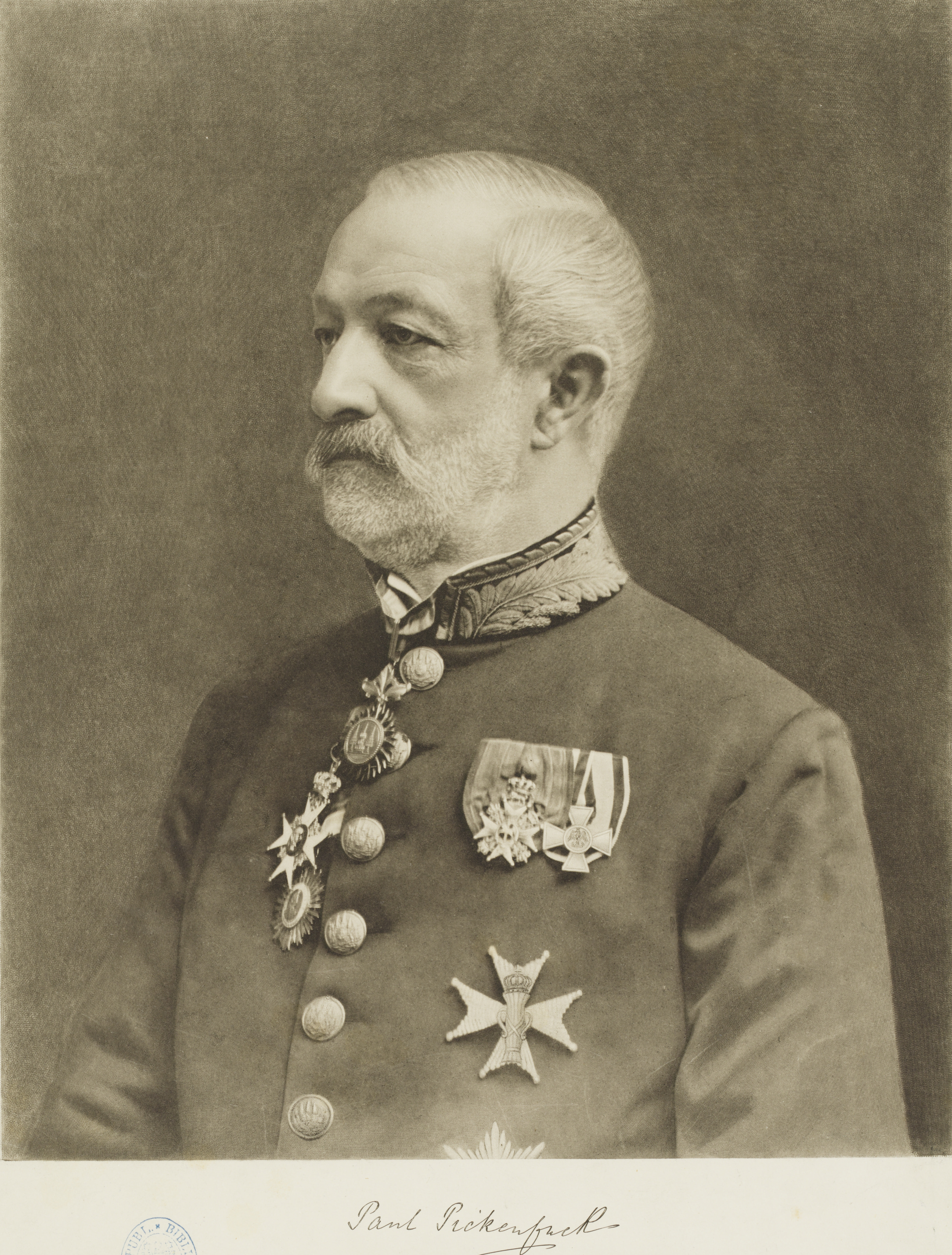
Paul Pickenpack

Paul Johann Martin Pickenpack (* 13. Mai 1834 in Hamburg; † 20. Oktober 1903 ebenda) war ein deutscher Übersee-Kaufmann in Hamburg, der zeitweise Generalkonsul von Siam war und den siamesischen Ehrentitel Luang Siam Yosbal trug.

## Leben
Paul Pickenpack gründete mit Theodor Thies am 1. Januar 1858 das erste deutsche Handelsunternehmen in Siam, dem heutigen Thailand. Man trieb aber nicht nur gemeinsam Handel, sondern war auch Agent z. B. für die Hongkong und Shanghai Bank, der Bank von Rotterdam sowie für mehrere Transport- und Schiffsversicherungen. Dadurch erwarben sich Thies und Pickenpack offenbar so viel Vertrauen, dass beide bis 1868 jeweils abwechselnd Konsul bzw. Vizekonsul für die Hansestädte Hamburg, Bremen und Lübeck wurden. Die Konsulatsräume waren im Gebäude des Unternehmens Pickenpack, Thies & Co. untergebracht.
Das Unternehmen hatte von Anfang an auch das Konsulat für Schweden/Norwegen und seit 1860 auch das der Niederlande übernommen.
Thies war nach dem am 25. Oktober 1858 erfolgten Abschluss eines Handelsvertrags zwischen den Hansestädten Hamburg, Bremen und Lübeck auf der einen und Siam auf der anderen Seite, Anfang 1859 offiziell zum Konsul in Siam ernannt worden. Pickenpack wird trotz zeitweiser Abwesenheit z. B. im Bangkok Calender 1861 als Stellvertreter benannt. Thies seinerseits ging 1864 wegen Krankheit nach Deutschland zurück, wurde jedoch ebenfalls weiter offiziell sowohl als Unternehmensmitinhaber als auch als Konsul bzw. Vizekonsul angegeben. Zu seinem Nachfolger als Konsul wurde Paul Pickenpack ernannt, der dieses Amt bis 1868 innehatte. Die hanseatischen Konsuln Pickenpack und Thies waren somit die ersten konsularischen Vertreter eines deutschen Staates in Siam.
Die konsularische Vertretung der Hansestädte Hamburg, Bremen und Lübeck, Schweden/Norwegens sowie der Niederlande durch Thies und Pickenpack bestand noch jahrelang parallel zur preußischen Vertretung, die ab 1862 zunächst der britische Botschafter Sir Robert H. Schomburgk kommissarisch, ab April 1865 dann die Inhaber des Unternehmens Markwald & Co., Adolf Markwald und Paul Lessler, übernommen hatten. Bei Markwald & Co. handelte es sich bemerkenswerterweise um eine direkte Konkurrenz von Pickenpack, Thies & Co., die zum Beispiel für sehr ähnliche Unternehmen, insbesondere Schiffsversicherungen, als Agenten fungierten.
Pickenpack kehrte Ende der 1860er Jahre nach Deutschland zurück und gab das Bangkoker Unternehmen in die Hände seines Bruders Vincent Pickenpack. Er selbst war seit 1881 in Hamburg neben der Führung seiner Geschäfte auch als königlich siamesischer Generalkonsul für das Deutsche Reich tätig. Darüber hinaus wirkte er bis 1892 als Mitglied im Aufsichtsrat der Anglo-Deutschen Bank.
Im März 1900 gründete Pickenpack zusammen mit anderen an Ostasien interessierten Kaufleuten den Ostasiatischen Verein und wurde dessen stellvertretender Vorsitzender. Sein Sohn Martin Ernst Pickenpack wurde 1904 offiziell zum Nachfolger im Amt des siamesischen Generalkonsuls ernannt und blieb dies bis zu seinem Tod 1938.